# کوملوشکا
کوملوشکا (به مجاری:  Komlóska) یک منطقهٔ مسکونی در مجارستان است که در ناحیه شاروش‌پاتاک واقع شده‌است.